# The Libertines
The Libertines eren un grup britànic de rock alternatiu, el qual tingué la seua millor i única època al principi de la dècada del 2000. Tot i que al principi el seu èxit comercial fou limitat, el seu perfil cresqué i acabaren aconseguint un disc #1 al Regne Unit. Foren un dels diversos grups que caracteritzaren el revival punk d'aquells anys.
La banda estava composta pel tàndem compositiu que formaven Pete Doherty i Carl Barât, ambdós a la guitarra, amb John Hassall com a baixista i Gary Powell a la bateria.
La música sempre estigué eclipsada pels problemes amb la droga del vocalista Pete Doherty, i després de patir molts alts i baixos es van separar definitivament el 2004, després que Carl Barât el fera fora del grup a causa de la seua addicció a l'heroïna.

## Discografia
Totes les dades de vendes corresponen al Regne Unit.

### Àlbums
- Up The Bracket (2002) #35
- The Libertines (2004) #1
- Anthems for Doomed Youth (2015)

### Singles
- De Up The Bracket
  - What A Waster #37
  - Up The Bracket #29
  - Time For Heroes #20
- De The Libertines
  - Can't Stand Me Now #2
  - What Became of the Likely Lads #9
- No editats dins cap àlbum
  - Don't Look Back Into The Sun #11

## Després de The Libertines
Pete Doherty lidera el grup Babyshambles, el qual ja formà abans del comiat dels Libertines.
Carl Barât lidera Dirty Pretty Things, grup que es creà com a tal el 2005, on continua a la bateria Gary Powell
John Hassall lidera la seua pròpia banda anomenada Yeti.